# Maizhokunggar
Maizhokunggar (em tibetano: མལ་གྲོ་གུང་དཀར་རྫོང་; em chinês simplificado: 墨竹 工 卡 县) é um condado da cidade de Lassa, capital da região autônoma do Tibete, na China. O país é especialmente conhecido por sua cerâmica, particularmente Kunggar Township. A cerâmica é não-térmica corrosível e com um estilo étnico. Tem mais de 1000 anos de história.